# Gunung Kepornongok
Gunung Kepornongok är ett berg i Indonesien.   Det ligger i provinsen Aceh, i den västra delen av landet, 1 600 km nordväst om huvudstaden Jakarta. Toppen på Gunung Kepornongok är 2 235 meter över havet, eller 63 meter över den omgivande terrängen. Bredden vid basen är 0,72 km.
Terrängen runt Gunung Kepornongok är bergig åt nordväst, men åt sydost är den kuperad. Runt Gunung Kepornongok är det ganska tätbefolkat, med 67 invånare per kvadratkilometer. I omgivningarna runt Gunung Kepornongok växer i huvudsak städsegrön lövskog.